# Nic Shanker
Nic Shanker (* 1982 in England) ist ein deutscher Sachbuchautor und selbstständiger Barkeeper.

## Leben und Karriere
Shanker, Sohn einer Deutschen und eines nepalesischen Vaters, begann 1999 in Düsseldorf im Lokal Citrus zu arbeiten und zugleich ab 2001 Betriebswirtschaftslehre zu studieren. 2005 brach er sein Studium ab und ist seitdem selbständiger Barkeeper.
Im Fernsehen tritt Shanker in den Sendungen Volle Kanne, WDR Servicezeit, WDR Meisterküche und First Dates – Ein Tisch für zwei auf.
Shanker ist verheiratet und lebt in Düsseldorf.

## Werke
- Shake it easy : perfekte Drinks - mit und ohne Alkohol : einfache und raffinierte Aperitifs, Cocktails, Mocktails, Longdrinks - Klassiker und Trends. Becker Joest Volk Verlag, 2018, ISBN 978-3-95453-154-7